# Regolazioni della vela
Per le regolazioni della vela occorre tener presente che il punto di applicazione della pressione del vento coincide con il centro della figura della vela se il vento spira normalmente a questa, altrimenti risulta leggermente spostata verso sopravvento. Ai fini della navigazione l'effetto utile è dato solo dalla componente di tale forza che è normale alla vela.

## I sistemi velici
Viene detta velatura il complesso di tutte le vele di un'imbarcazione mentre il sistema velico è l'insieme di esse e delle loro parti accessorie che si trovano verso prua o poppa, in rapporto ad una verticale che passa per il baricentro della barca. Ogni nave ha pertanto due sistemi velici:
- il prodiero che, sotto la pressione dell'aria, tende a scostare la prua dalla direzione da cui spira il vento (poggiare).
- il poppiero che tende invece a far orzare l'imbarcazione, cioè a far girare la prua del veliero verso la direzione cui spira il vento (orzare).

Affinché una nave a vela governi la rotta, cioè proceda in linea diritta rispetto alla rotta prevista, è necessario che i due sistemi velici siano equilibrati. Una minima preponderanza di uno dei due rispetto all'altro obbliga ad un angolo correttivo costante del timone, il quale genera sempre una resistenza a scapito della velocità dell'imbarcazione.

## La manovra delle vele
La manovra delle vele è utilizzata per contribuire a condurre l'imbarcazione, poiché in un veliero l'uso del timone non è sufficiente a manovrare. Le vele delle diverse qualità di navi hanno una nomenclatura dedotta generalmente dai nomi degli alberi o delle loro parti, ai quali sono inserite:
- le vele quadre, di forma rettangolare o trapezoidale isoscele, prendono il nome dai pennoni ai quali sono inferite.
- le vele auriche, come la trapezoidale randa, si tendono a poppavia degli alberi, tenute tese in alto da una sorta di pennone chiamato picco, ed in basso da una trave detta boma. Quando il vento è debole si innalza sul picco la controranda o freccia, di forma triangolare.
- le vele latine così dette perché conservano la forma classica triangolare delle vele delle navi romane. Si distinguono in fiocchi, vele di straglio e vele latine propriamente dette. I fiocchi sono le prime vele che si spiegano alla partenza e le ultime ad ammainarsi all'arrivo.

Le basse vele che hanno solo il pennone superiore, hanno due cavi chiamati scotte con i quali si può portare la bugna (angolo inferiore e posteriore) di ciascuna vela verso poppa, e due cavi chiamati mure con i quali si può portare la bugna di ciascuna vela verso prua.
Quando l'imbarcazione riceve il vento sulla dritta (cioè dal lato destro) sono tesate la mura di dritta e la scotta di sinistra, e così la bassa vela si dispone nel piano del pennone col la parte sinistra più arretrata verso poppa e la parte destra più avanzata verso prua. Se invece riceve il vento da sinistra viceversa sono tesate la mura di sinistra e la scotta di dritta. Si suole perciò indicare da quale lato la nave riceve il vento con le parole mure a dritta e mure a sinistra.
Fiocchi e vele di strallo hanno soltanto un cavo che fa da scotta. si chiama punto di mura, l'estremo che viene fissato allo strallo.
Le vele possono quindi essere regolate con innumerevoli combinazioni di interventi o situazioni, cazzando o lascando le scotte e le mure, coadiuvate dal lavoro al timone, così da ottenere velocità, potenza, andature diverse.
Le regolazioni principali sono adeguate alle seguenti principali variabili:
- Vela (sport)
- andature
- velocità
- potenza
- condizioni del mare